# Flugunfall der Air France in der Laguna de Rocha
Der Flugunfall der Air France in der Laguna de Rocha ereignete sich am 31. Oktober 1945 auf einem internationalen Linienflug der Air France von Rio de Janeiro nach Buenos Aires mit einem planmäßigen Zwischenstopp in Montevideo. 

## Maschine
Die betroffene Maschine war ein acht Monate altes Flugboot des Typs Latécoère 631 mit der Werknummer 2, dessen Stapellauf im Werk von Latécoère in Biscarrosse und Erstflug am 7. März 1945 erfolgt waren. Es handelte sich um den zweiten Prototyp der Latécoère 631. Die Maschine wurde anschließend an Air France ausgeliefert und von dieser seitdem mit dem Luftfahrzeugkennzeichen F-BANT und dem Taufnamen Lionel de Marmier im transatlantischen Flugverkehr eingesetzt. Das sechsmotorige Langstrecken-Flugboot war mit sechs Doppelsternmotoren des Typs Wright R-2600-A5B Cyclone ausgestattet. 
Zum Unfallzeitpunkt befanden sich 64 Personen an Bord.

## Unfallhergang
Im Flug riss der Propeller von Triebwerk Nr. 3 (links innen) ab und schlitzte den Flugzeugrumpf auf einer Länge von fast drei Metern auf, außerdem brach ein kleiner Brand aus. Die Piloten führten mit der Maschine eine Notlandung in der Laguna de Rocha aus. Ein Passagier starb an Ort und Stelle, nachdem Teile des Propellers in die Kabine eingedrungen waren, ein weiterer Passagier wurde schwer verletzt und starb wenig später im Krankenhaus.

## Ursache
Als unfallursächlich wurde das Versagen einer Aluminiumnabe aufgrund von Materialermüdung festgestellt. Die Nabe wurde im Rahmen der Reparaturen durch eine stählerne ersetzt.

## Verbleib der Maschine
Die Maschine wurde nach dem Unfall am 13. November nach Montevideo geflogen, dort drei Monate lang repariert und wieder in Betrieb genommen. Im Juni 1948 wurde die Maschine nach dem Verlust einer weiteren Latécoère 631 auf dem Air-France-Flug 072 gemeinsam mit allen weiteren Maschinen dieses Typs bei der Air France außer Betrieb genommen und nahm nie mehr den Betrieb auf.